# Distrito de Dubăsari
El distrito de Dubăsari es uno de los distritos (en rumano: raion) en el este de Moldavia. 
Su centro administrativo (Oraș-reședință) es la ciudad de Cocieri. El 1 de enero de 2005 tenía una población de 34.015 habitantes, de los que 32.754 eran moldavos, 521 ucranianos y 611 rusos.

## Localidades
El distrito tiene 15 localidades, de los que 11 son centro de municipios:
- Cocieri
- Corjova
- Coșnița
- Doroțcaia
- Holercani
- Marcăuți
- Molovata
- Molovata Nouă
- Oxentea
- Pîrîta
- Ustia

Holercani, Marcăuți, Molovata, Oxentea y Ustia están situados en la orilla occidental (derecha) del río Dniéster, mientras que las otras 10, en la orilla oriental, de los que seis (Cocieri, Vasilievca, Corjova, Mahala, Molovata Nouă y Roghi) están al norte de la ciudad de Dubăsari, ella misma bajo el control de las autoridades separatistas de Transnistria, y las cuatro restantes, al sur de la ciudad. La ciudad de Vasilievca, así como considerables partes de tierra rural de las localidades de Cocieri, Roghi y Doroțcaia están situadas al este de la carretera Tiraspol-Dubăsari-Rîbnița.